# 그레이엄의 법칙
그레이엄의 법칙(Graham's law) 또는 그레이엄의 확산 속도 법칙(Graham's law of effusion)은 스코틀랜드의 화학물리학자 토머스 그레이엄이 1831년에 발표한 법칙이다. 이 법칙은 기체의 분자량과 기체 분자들의 평균 이동속도에 관한 것이다.
여기서 속도는 분자들의 평균속도를 뜻한다.
{\displaystyle {{\mbox{Rate}}_{1} \over {\mbox{Rate}}_{2}}={\sqrt {M_{2} \over M_{1}}}}
Rate1는 첫 번째 기체의 확산 속도를 가리킨다. (단위 시간 당 분자의 양이나 수)
Rate2는 두 번째 기체의 확산 속도를 가리킨다.
M1는 기체 1의 분자량을 가리킨다.
M2는 기체 2의 분자량을 가리킨다.

## 같이 보기
- 기체 법칙
- 확산 속도
- 픽의 확산 법칙